# Yolanda Morató
Yolanda Morató (Huelva, 1976) es una filóloga, traductora, poeta y bibliófila española, profesora titular en el Departamento de Filología Inglesa (Lengua Inglesa) de la Universidad de Sevilla, donde trabaja desde 2017. Ha traducido más de una treintena de obras relacionadas con la vanguardia, el modernismo británico y el pensamiento europeo.

## Formación
Se licenció en Filología Inglesa en la Universidad de Huelva. Tras su paso en 1997 por la Universidad de Hull, en Reino Unido, siguió con sus estudios en la Universidad de Londres. En 2000 se graduó con un MA Modern Literatures in English, un programa de máster de Birkbeck College, con una tesina sobre la estética de la violencia simbólica en la obra de Wyndham Lewis, Luis Buñuel y Salvador Dalí. Dos años más tarde concluyó su trabajo de investigación de doctorado, “Wyndham Lewis y la estética del inconformismo”, con Sobresaliente por unanimidad.
Impartió clase en Francia entre 2001 y 2002, mientras preparaba el DALF, Diplôme approfondi de langue française (opción Literatura; nivel C2 según el Marco Común Europeo de Referencia). En 2002 comenzó a impartir docencia en la Universidad de Harvard; un año después, recibió una beca de doctorado para estudiar los textos filosóficos de Wyndham Lewis en el Departamento de Literatura Comparada de la institución estadounidense. Durante los dos cursos académicos obtuvo el premio a la excelencia docente “Derek Bok Center Certificate of Distinction in Teaching” (2002-2003 y 2003-2004).
En 2004, recibió una beca de investigación en la Universidad de Huelva que realizó mientras estudiaba Filología Hispánica en la Universidad de Sevilla; completó ambas en 2008. Ese mismo año publicó su edición y traducción de Estallidos y bombardeos, las primeras memorias de Wyndham Lewis, por las que recibió el Premio Anual de Traducción de la Asociación Española de Estudios Anglo-Norteamericanos (AEDEAN).
Entre 2008 y 2012, cursó un máster universitario en Traducción e Interculturalidad, un doctorado en Configuración de la sensibilidad contemporánea, estética, hermenéutica e historia de la filosofía y se doctoró, además, en Filología. En los tres recibió la calificación de Sobresaliente. Su tesis “El dibujo del califa. Arquitectos, ¿dónde está vuestro vórtice? (1919) de Wyndham Lewis. Estudio preliminar, edición y traducción” recibió las distinciones de cum laude, mención europea y premio extraordinario de doctorado en la rama de Artes y Humanidades de la Universidad de Sevilla.

## Trayectoria profesional
Ha sido profesora de l’École de Commerce SUP EUROPE, del ESITC, la Universidad de Harvard, el MIT, las universidades de León, Huelva, Pablo de Olavide, Nebrija, además de colaborar como directora de trabajos de posgrado en otras universidades españolas. Ha recibido financiación para investigar como Visiting Scholar o Fellow en Harvard University, Cornell, State University of New York (Charles D. Abbott Library Fellow at Buffalo), Central University of Florida, en Estados Unidos; en Warwick y University of Cambridge en Reino Unido.
Ha transcrito, editado y analizado textos de las vanguardias históricas y de la primera mitad del siglo XX en Europa, de autores como Wyndham Lewis, Ezra Pound, Rebecca West, Josef Albers, Manuel Chaves Nogales y E. Millicent Sowerby. 
Desde 2019 es responsable del seminario de posgrado en Escritura creativa dentro del módulo "Creación de contenidos y transcreación", que forma parte del título de Experto en Traducción y Marketing: Transcreación y Publicidad Multilingüe del Instituto Superior de Estudios Lingüísticos y Traducción (ISTRAD) y miembro del comité organizador de la “Semana Internacional de Conferencias en Traducción e Interculturalidad” de la Universidad de Sevilla.

## Divulgación científica
Entre sus intereses, que ha llevado a cabo en las aulas universitarias y en empresas externas, destaca el análisis informático de textos desde el punto de vista de la lingüística forense, en particular, en la detección del plagio de textos modernos y contemporáneos. En los últimos años ha finalizado estudios de estilometría con los que ha reconstruido la voz de Manuel Chaves Nogales en sus textos en inglés y francés durante sus años de exilio. Los resultados se publicaron en el volumen V de la Obra completa de Manuel Chaves Nogales (Libros del Asteroide, 2020). Al respecto apuntó Fernando Valls:

esta nueva versión de la Obra completa (editada por Libros del Asteroide y Diputación de Sevilla), que aporta 68 inéditos y la revisión o retraducción, al cuidado de Yolanda Morató (véanse sus explicaciones, V, 87-89), de todos los textos de los que solo disponíamos de versiones en otras lenguas, habiéndose perdido los originales, aparece sustentada por algunos de sus máximos valedores, y redondea y culmina todo el trabajo hecho con anterioridad.

Como reconocida bibliófila, en 2010 publicó Un mundo de libros (Universidad de Sevilla), una selección de librerías en distintas ciudades del mundo, con prólogo de Juan Manuel Bonet y colaboradores como Juan Bonilla, Andrés Trapiello y Fernando Iwasaki. En la revista Jot Down, en la que colabora con artículos sobre la cultura, la lengua y la literatura inglesa, publicó “La bibliofilia y el género” (2019), en el que reivindicaba el papel de las mujeres en este sector. Ese mismo año editó Gente rara y libros raros, de E. Millicent Sowerby. En 2021 recibió el premio del II Certamen por su obra Libres y libreras. 35 mujeres del mundo del libro en Londres (El Paseo, 2021).

## Poesía
Según ha declarado en varios encuentros y presentaciones, comenzó a escribir poesía en la infancia. En la adolescencia cambió sus primeros referentes, Federico García Lorca y Gloria Fuertes, por Emily Dickinson, Jaime Gil de Biedma y Juan Ramón Jiménez. En el Instituto “La Rábida”, en el que estudió el premio Nobel onubense, consiguió el primer premio de poesía con 17 años. No volvió a publicar nada hasta casi cumplir los cuarenta. 
En El Cultural, Francisco Javier Irazoki destacó de Nadie vendrá a salvarnos, su primer libro publicado, que "El conjunto confirma a una autora serena, con dominio del idioma y una poética original". La poeta y traductora Victoria León reseñaba en Estado Crítico el segundo de los libros de Morató, aparecido casi un lustro después, como:

tan personal como seguro de sí, que hace gala de esa solidez que solo confiere una ya larga experiencia de escritura. Pues Morató ha ido forjándose una voz inconfundible y nítida como a golpe del yunque de los años y la vida. No hay titubeos ni en su coherencia ni en su fondo. De sus páginas salimos con la convicción de que la autora sabe lo que quiere decir y cómo quiere decirlo.

En 2020 ganó el XXVI Certamen de Letras Hispánicas de la Universidad de Sevilla “Rafael de Cózar” en la modalidad de poesía. Sus poemas han sido antologados en Tu sangre en mis venas. Poemas al padre (Renacimiento, 2017, ed. Enrique García Máiquez) y Vandalia Cien (2002-2021). Casi veinte años de poesía hispánica contemporánea (Fundación José Manuel Lara, 2021, eds. Jacobo Cortines e Ignacio F. Garmendia). Colaboró en el homenaje a Joan Margarit, Detrás de las palabras: 50 poemas comentados (Visor, 2020, eds. Antonio Lafarque y José Andújar Almansa), con el poema “Retorno”. La periodista Charo Ramos lo reseñaba como 

un volumen que hoy se nos antoja un tesoro publicado por Visor con edición de Antonio Lafarque y José Andújar Almansa. En él encontramos las reflexiones de otros maestros indiscutibles de la poesía contemporánea, como Luis Alberto de Cuenca, Eloy Sánchez Rosillo, Felipe Benítez Reyes y Luis García Montero junto a voces más jóvenes que iluminan el "canon Margarit", entre ellas Raquel Lanseros, Yolanda Morató, Sara Mesa y Marta Sanz.

## Publicaciones
Libros de poemas
- 2021. Túnel de lavado. Renacimiento. Premio XXVI Certamen de Letras Hispánicas de la Universidad de Sevilla “Rafael de Cózar” (modalidad de poesía, título provisional: Piedra en el bolsillo).
- 2019. Ahora. Vandalia, Fundación José Manuel Lara.
- 2015. Nadie vendrá a salvarnos. La Veleta, Comares.

Ensayo
- 2023. Manuel Chaves Nogales. Los años perdidos (Londres, 1940-1944). Renacimiento. ISBN 978-84-19791-49-8
- 2021. Libres y libreras. Mujeres del libro en Londres. El paseo. Colección El paseo de libros. ISBN 978-84-124077-5-4
- 2010. Un mundo de libros. Colección Bibliofilia. Secretariado de Publicaciones de la Universidad de Sevilla. ISBN 978-84-472-1280-4

Ediciones traducidas y anotadas al cuidado de Yolanda Morató
- 2025. Diarios de la Segunda Guerra Mundial, de Manuel Chaves Nogales. El Paseo. ISBN 9788419188601
- 2013. Sado de William Plomer. Edición, prólogo y traducción. Zut. ISBN 978-84-616-6320-0
- 2011. Mi ciudad perdida de F. Scott Fitzgerald. Edición, traducción y anexos. Zut. ISBN 978-84-615-4993-1
- 2010. Blast. Revista del Vórtice Inglés. Fundación Juan March. ISBN 978-84-89935-99-0
- 2010. Matrimonio indisoluble, de Rebecca West. Zut ediciones. ISBN 978-84-613-8312-2
- 2008. Estallidos y bombardeos, de Wyndham Lewis. Impedimenta.  ISBN 978-84-936550-3-7
- 2006. Me acuerdo, de Georges Perec. Berenice. ISBN 84-935047-8-5

Traducciones
- 2023. Falsedad en tiempos de guerra. Mentiras propagandísticas de la Primera Guerra Mundial, de Arthur Ponsonby. Prólogo de Daniel Gascón. Athenaica. ISBN 978-84-19874-09-2
- 2022. Un jurado de iguales, de Susan Glaspell. Traducción y prólogo de Yolanda Morató. Avenauta. ISBN 978-84-192230-0-5
- 2020. Manuel Chaves Nogales. Obra Completa. Vol. 5, Libros del Asteroide. ISBN 9788417977474
- 2020. El mayor enemigo de Europa y otros textos escogidos, de Joseph de Maistre. Colección Clásicos extranjeros traducidos. El Paseo. ISBN 978-84-120728-2-2
- 2019. Gente rara y libros raros, de E. Millicent Sowerby. Colección Bibliofilia. Editorial Universidad de Sevilla. ISBN 978-84-472-2916-1
- 2018. Falsedad en tiempos de guerra. Mentiras propagandísticas de la Primera Guerra Mundial, de Arthur Ponsonby. Athenaica.
- 2017. Molly's Game, de Molly Bloom. Colección: Narrativa. HarperCollins.
- 2017. La hija del pantano, de Karen Dionne. Colección: Narrativa. HarperCollins.
- 2017. William Morris y compañía: El movimiento Arts & Crafts en Gran Bretaña. Fundación Juan March.
- 2016. Cuenca. Cuaderno de dibujos de una ciudad española en la colina, de Fernando Zóbel. (a partir de la edición de Harvard, 1970). Fundación Juan March, 2016.
- 2014. Josef Albers: medios mínimos, efecto máximo. Fundación Juan March/ Arte y Ciencia, 2014.
- 2014. Josef Albers: proceso y grabado (1916-1976). Fundación Juan March, ISBN 978-84-7075-620-7
- 2012. La España de Franco, de Chaves Nogales. Almuzara.
- 2008. Primavera de España, de Francis Carco. Almuzara. ISBN 978-84-96968-15-8
- 2007. El Greco y el Secreto de Toledo, de Maurice Barrès. Almuzara. ISBN 978-84-96710-88-7
- 2007. Álbum de Andalucía y Murcia, de Charles Clifford. Fundación José Manuel Lara.

Otras traducciones (poemas, ensayos y prólogos)
- "August" de Federico García Lorca. Modern Poetry in Translation, 2022.
- “Amberes”, de Ford Madox Ford. Calle del Aire, 1, 2021.
- "Mi nuevo yo", de Halle Butler. Granta. Los mejores narradores jóvenes de Estados Unidos. 8 - 21, pp. 24 - 34, 2018.
- "Bomb" de Gregory Corso. En Lo nunca visto. De la pintura informalista al fotolibro de postguerra (1945-1955). Fundación Juan March, 2016.
- “Noche insondable”, de Blanco White. Night and Death. El mejor soneto del idioma. Berenice, 2012.
- “Wyndham Lewis y el Timón de Atenas”, en Timón de Atenas, de William Shakespeare, de Paul Edwards. pp. 13 - 21. Fundación Juan March, 2010.
- “Esa sensación de artificio, Zadie Smith”. Zut. 1 - 9, pp. 5 - 16. 2009.
- “Visit to Paradise, de Martin Amis”. Zut. pp. 11 - 16. 2006.
- “En una estación de Metro, de Ezra Pound”. Salamandria. pp. 86 - 90. 2005.
- Con Peter Brown, Shrews, by Juan Bonilla. Salamander, 10 - 1, pp. 66 - 67. 2004.

## Premios y distinciones
- 2021. II Certamen Literario de la Feria del Libro Antiguo de Sevilla por el ensayo Libres y libreras. 35 mujeres del mundo del libro en Londres.
- 2020. 1 de las 50 mujeres elegidas en el programa internacional W50 Santander, The Next Generation of Leading Women, London School of Economics, Reino Unido. División de Académicas y Educación. Seleccionada entre más de 7000 candidatas a nivel mundial por la Fundación Santander.
- 2020. XXVI Certamen de Letras Hispánicas de la Universidad de Sevilla “Rafael de Cózar” (modalidad de poesía).
- 2013. Ayuda Washington Irving del plan de investigación anual del Instituto Franklin-UAH y la Spanish Association for American Studies (SAAS). Residencia y estancia de investigación en el Instituto Franklin-UAH.
- 2008. Beca de postgrado de la Fundación La Caixa.
- 2008. Premio Anual de Traducción por la edición crítica de Estallidos y bombardeos (1937), de Wyndham Lewis, Asociación Española de Estudios Anglo-Norteamericanos (AEDEAN).
- 2007. Residencia en La Casa del Traductor, Tarazona, junto al Premio Nacional de Traducción Andrés Sánchez Pascual
- 2007. Premio Anual de Traducción por Me acuerdo de Georges Perec. Traducción, prólogo y notas. La Tormenta en un vaso.
- 2004. Premio a la excelencia docente: Derek Bok Center Certificate of Distinction in Teaching, Harvard University.
- 2003. Premio a la excelencia docente: Derek Bok Center Certificate of Distinction in Teaching, Harvard University.